# Les Ulis
Les Ulis is een gemeente in het Franse departement Essonne (regio Île-de-France) en telt 25.208 inwoners (2017). De plaats is een ville nouvelle en maakt deel uit van het arrondissement Palaiseau.

## Geografie
De oppervlakte van Les Ulis bedraagt 5,3 km², de bevolkingsdichtheid is 4865,1 inwoners per km².

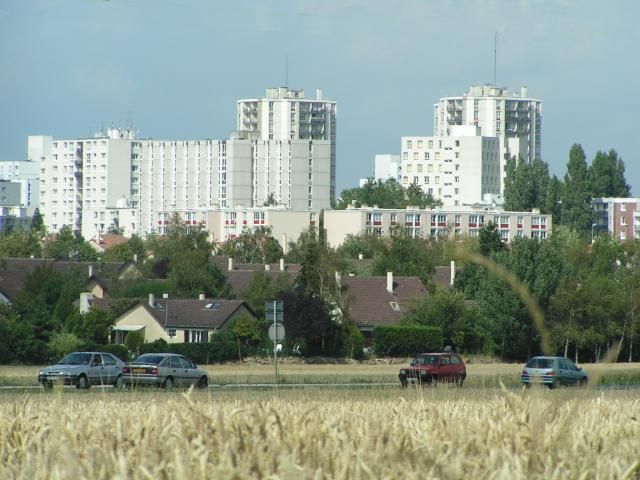
Les Ulis

De onderstaande kaart toont de ligging van Les Ulis met de belangrijkste infrastructuur en aangrenzende gemeenten.

## Demografie
Onderstaande figuur toont het verloop van het inwonertal (bron: INSEE-tellingen).

## Geboren
- Thierry Henry (1977), voetballer
- Tristan Dingomé (1991), voetballer
- Moussa Marega ([1991), Malinees voetballer